# 元懌
- 关于同一时期名字同音的北魏宗室成员，请见「元乂 」。

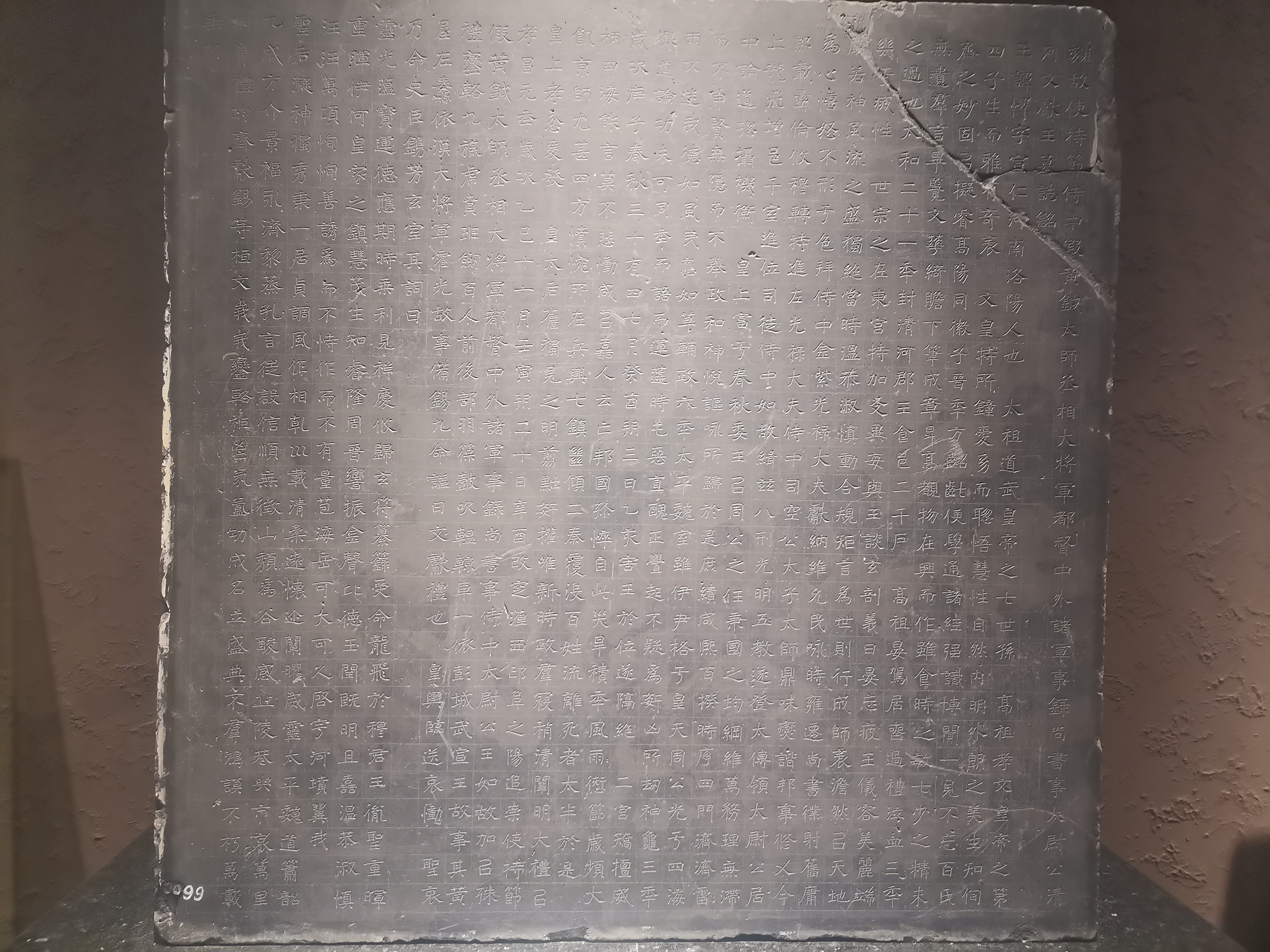
元懌墓誌（洛陽博物館藏）

元怿（487年—520年8月3日），字宣仁，河南郡洛阳县（今河南省洛阳市东）人，魏孝文帝元宏第四子，生母夫人羅夫人，北魏宗室、官员。

## 生平
幼年敏惠，姿貌美，孝文帝很喜欢他。彭城王元勰认为他会成为周公、召公那样的人。元怿博涉经史，兼综群言，有文才，善谈理，宽仁容裕，喜怒不形于色。太和二十一年（497年）封清河王。宣武帝元恪继位，拜侍中，转尚书仆射。元怿和三哥元愉对司空高肇专权不满，元愉被杀。
孝明帝元诩即位后，元怿参与诛杀高肇。元怿迁太尉，灵太后委之以重权，又将他强行占为面首，大为寵愛。太后之妹夫领军元乂，恃宠骄盈。元怿多次惩戒他，元乂告怿谋反，禁元怿门下，左右朝贵都給元怿作证清白。正光元年七月丙子（520年8月3日），元乂与宦官刘腾将灵太后软禁，囚元怿于门下省，诬元怿谋反，当天夜间，元怿被杀死。元乂被杀后，元怿得到平反谥号文献。元怿長子元亶繼承爵位。

## 墓葬

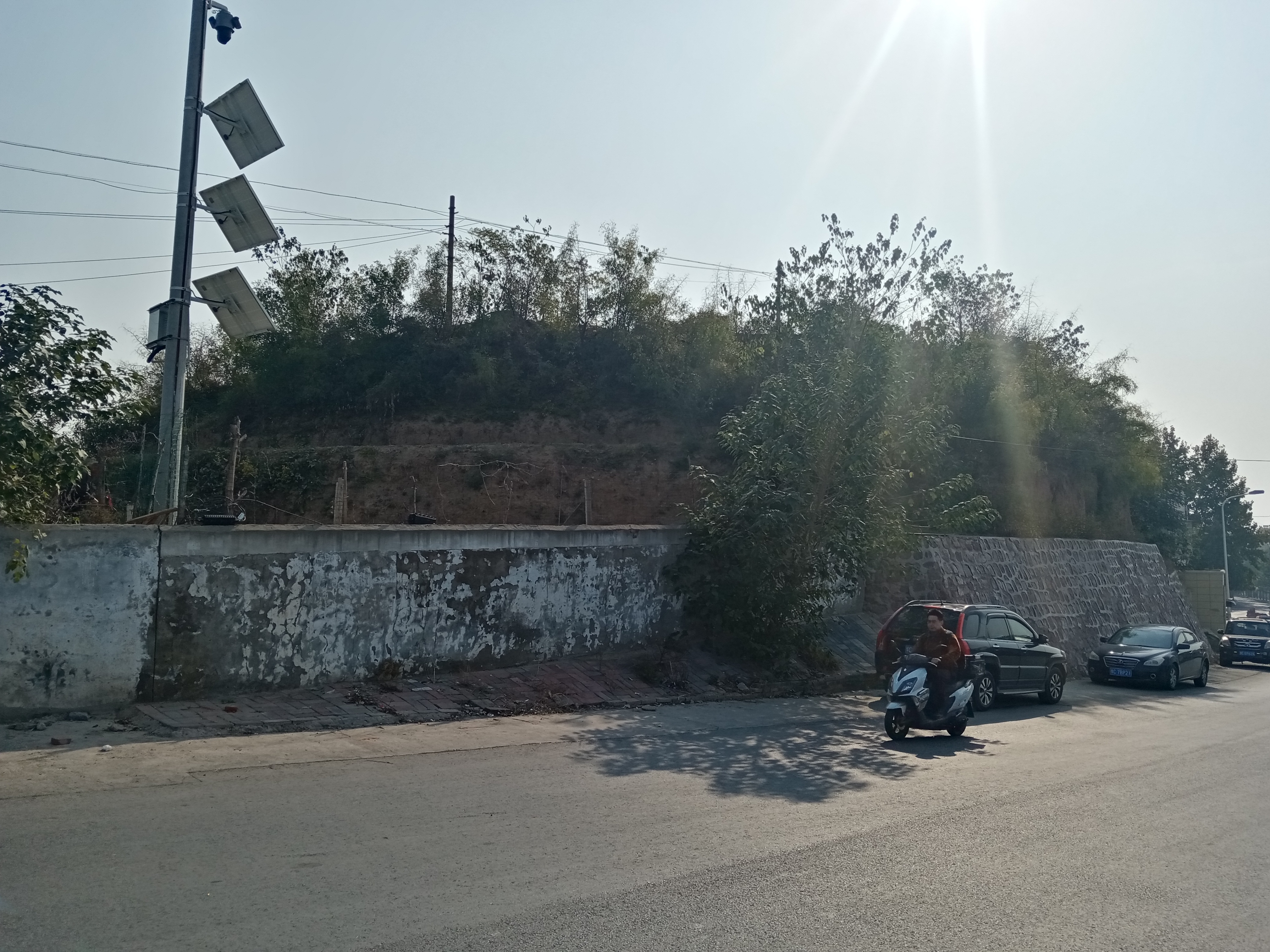

元怿墓位于洛阳老城北2公里。起初人们将其坟冢称作“青菜冢”以及误认为“司马懿坟”。1948年，元怿墓志被盗出，最终被追回。1965年，考古工作者从盗洞进入元怿墓室并进行了考古调查。

### 元怿墓志铭
魏故使持节侍中假黄钺太师丞相大将军都督中外诸军事录尚书事太尉公清河文献王之志铭

       王讳怿，字宣仁，河南洛阳人也。太祖道武皇帝之七世孙，高祖孝文皇帝之第四子。
      生而雅有奇表，文皇特所钟爱。幼而聪悟，慧性自然。内明外朗之美，生知徇齐之妙，固以拟睿高阳，同徽子晋。年方龆龀，便学通诸经。强识博闻，一见不忘。百氏无遗，群言毕览。文华绮赡，下笔成章。升高睹物，在兴而作。虽食时之敏，七步之精，未之过也。
      太和二十一年，封清河郡王，食邑二千户。高祖晏驾，居丧过礼，泣血三年，几于灭性。世宗之在东宫，特加友异，每与王谈玄剖义，日晏忘疲。王仪容美丽，端严若神，风流之盛，独绝当时。温恭淑慎，动合规矩。言为世则，行成师表。澹然以天地为心，喜怒不形于色。拜侍中、金紫光禄大夫。献纳维允，民咏时雍，迁尚书仆射。旧庸熙载，彝伦攸穆，转特进、左光禄大夫、侍中、司空公、太子太师。鼎味燮谐，邦事修乂。
      今上龙飞，增邑千室，进位司徒，侍中如故。缉兹八刑，光明五教。遂登太傅，领太尉公。居中论道，总摄机衡。皇上富于春秋，委王以周公之任。秉国之均，纲维万务，理无滞而不申，贤无隐而不举，政和神悦，讴咏所归。於是庶绩咸熙，百揆时序，四门济济，雷雨不迷，我德如风，民应如草，辅政六年，太平魏室。虽伊尹格于皇天，周公光于四海，拟道论功，未可同年而语。而运遘时屯，恶直丑正，衅起不疑，为奸凶所劫。神龟三年岁次庚子，春秋三十有四，七月癸酉朔三日乙亥害王於位。遂隔绝二宫，矫擅威柄，四海能言，莫不悲恸。咸以哲人云亡，邦国殄悴。自此灾旱积年，风雨愆节，岁频大饥，京师尤甚。四方愤惋，所在兵兴，七镇继倾，二秦覆没，百姓流离，死者太半。於是皇上慈忿，爰发皇太后旧独见之明，翦黜奸权，唯新时政。群寇稍清，阐明大礼。以孝昌元年岁次乙巳十一月壬寅朔二十日辛酉改窆瀍西邙阜之阳。追崇使持节、假黄钺、太师、丞相、大将军、都督中外诸军事、录尚书事、侍中、太尉公，王如故。加以殊礼，銮辂九旒，虎贲班剑百人，前后部羽葆鼓吹，轀輬车一，依彭城武宣王故事。其黄屋左纛，依汉大将军霍光故事。备锡九命，谥曰文献，礼也。皇舆临送，哀恸圣衷，乃命史臣镌芳玄室。
      其词曰：灵光蕴宝，运德应期，时乘利见，祥庆攸归。玄符纂籙，受命龙飞，於穆君王，胤圣重晖。重晖伊何，皇家之镇，慧茂生知，睿隆周晋。响振金声，比德玉闰，既明且哲，温恭淑慎。汪汪万顷，恂恂善诱，为而不恃，作而不有。量苞海岳，可大可久，启宇河坟，翼我圣后。凝神独秀，秉一居贞，调风作相，轧坤载清。柔远怀迩，阐曜威灵，太平魏道，箫韶九成。方介景福，永济黎蒸，孔言徒设，信顺无徵。山颓为谷，酸感丘陵，巷哭市哀，万里拊膺。礼均齐献，锡等桓文，峨峨銮辂，祖鬯氛氲。功成名利，盛典不群，鸿谟不朽，万载垂芬。

 — 开封市博物馆

## 家庭

### 妻妾
- 河南罗氏，使持节、抚军将军、济兖二州刺史罗盖之女
- 南阳张氏，阳邑中都二县令张道始之女

### 子女
- 元亶，东魏骠骑大将军、仪同三司、大司马、清河文宣王，王妃罗氏所生
- 元昭，北魏卫将军、河南尹、常山文恭王，张氏所生
- 元孟蕤，长安公主，嫁胡祥
- 元仲蒨，博陵公主，嫁司馬慶雲
- 元季葱，高密公主，先嫁盧氏，再嫁李神俊
- 安德公主

## 关系
|      |      |      |      |      |      |      |      |        |        |        |        | 罗云   |        |  |  |          |          |          |          |          |          |
|      |      |      |      |      |      |      |      |        |        |        |        |        |        |  |  |          |          |          |          |          |          |
|      |      |      |      |      |      |      |      |        |        |        |        |        |        |  |  |          |          |          |          |          |          |
| 元宏 | 元宏 | 元宏 | 元宏 | 元宏 | 元宏 |      |      | 罗夫人 | 罗夫人 | 罗夫人 | 罗夫人 | 罗夫人 | 罗夫人 |  |  | 罗盖     | 罗盖     | 罗盖     | 罗盖     | 罗盖     | 罗盖     |
| 元宏 | 元宏 | 元宏 | 元宏 | 元宏 | 元宏 |      |      | 罗夫人 | 罗夫人 | 罗夫人 | 罗夫人 | 罗夫人 | 罗夫人 |  |  | 罗盖     | 罗盖     | 罗盖     | 罗盖     | 罗盖     | 罗盖     |
|      |      |      |      |      |      |      |      |        |        |        |        |        |        |  |  |          |          |          |          |          |          |
|      |      |      |      | 元怿 | 元怿 | 元怿 | 元怿 | 元怿   | 元怿   |        |        |        |        |  |  | 河南罗氏 | 河南罗氏 | 河南罗氏 | 河南罗氏 | 河南罗氏 | 河南罗氏 |
|      |      |      |      | 元怿 | 元怿 | 元怿 | 元怿 | 元怿   | 元怿   |        |        |        |        |  |  | 河南罗氏 | 河南罗氏 | 河南罗氏 | 河南罗氏 | 河南罗氏 | 河南罗氏 |
|      |      |      |      |      |      |      |      |        |        |        |        |        |        |  |  |          |          |          |          |          |          |
|      |      |      |      |      |      |      |      |        |        | 元亶   |        |        |        |  |  |          |          |          |          |          |          |

## 延伸阅读
[在维基数据编辑]
 《魏書·卷22》，出自魏收《魏书》
 《北史/卷019》，出自李延壽《北史》